# Soci (gmina Borca)
Soci – wieś w Rumunii, w okręgu Neamț, w gminie Borca. W 2011 roku liczyła 892 mieszkańców.